# Pablo Siles
Pablo Fabricio Siles Morales (Melo, 15 luglio 1997) è un calciatore uruguaiano, centrocampista del Montevideo City Torque.

## Caratteristiche tecniche
È un centrocampista centrale.

## Carriera

### Club
Cresciuto nel settore giovanile del Danubio, ha esordito il 28 maggio 2017 in occasione del match di campionato pareggiato 1-1 contro il Sud América.

## Palmarès

### Competizioni nazionali
- Campeonato Brasileiro Série B: 1

Cruzeiro: 2022
- Campionato uruguaiano: 1

Liverpool (M): 2023